# Oituz (Covasna)

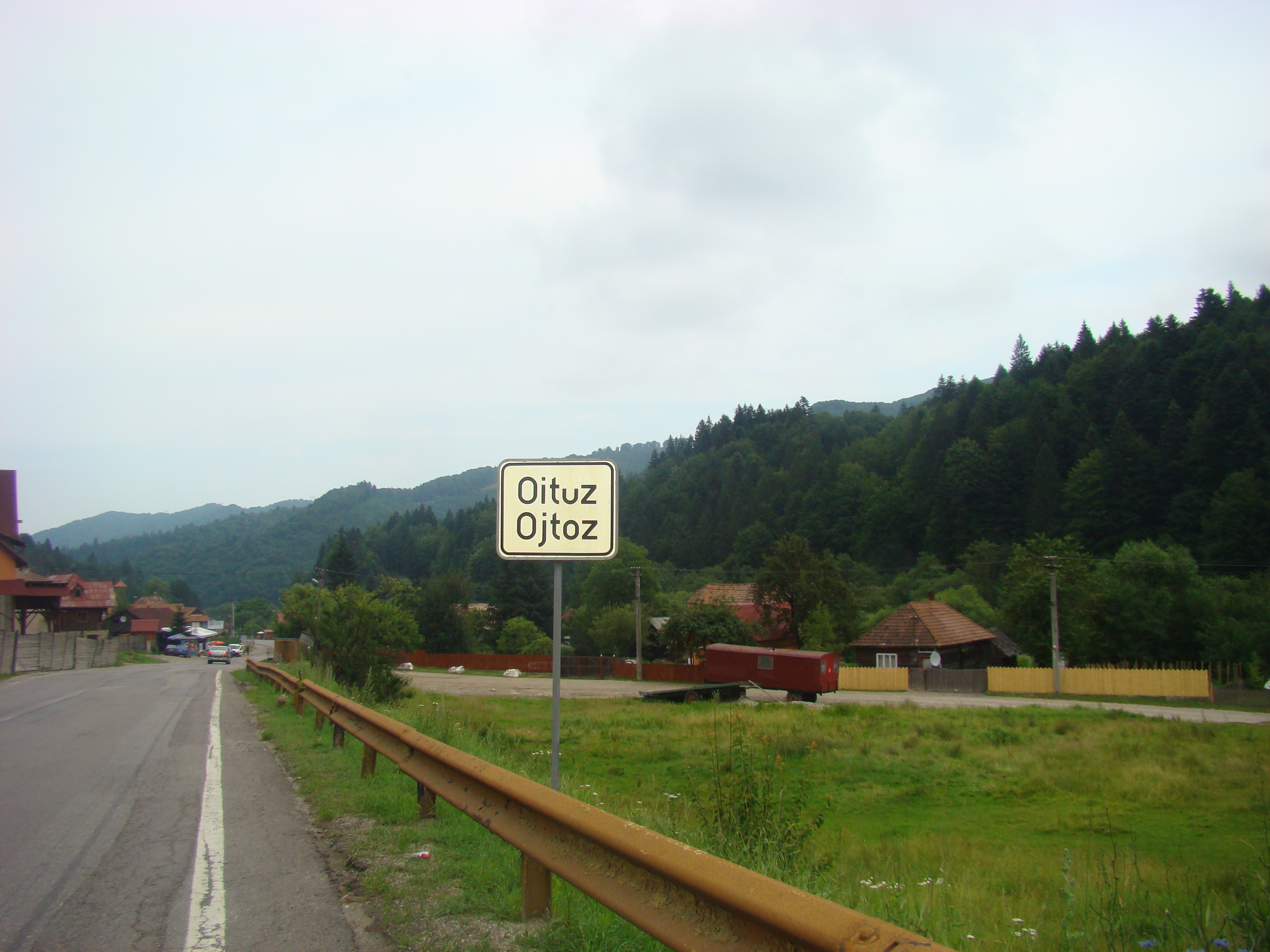
Ortsdurchfahrt

Oituz (ungarisch Ojtoztelep) ist ein Dorf im rumänischen Kreis Covasna in der Region Siebenbürgen. Es ist Teil der Gemeinde Brețcu.
Der Ort liegt in den Ostkarpaten am gleichnamigen Gebirgspass.

## Fakten
In Oituz gibt es ein Naturschutzgebiet.

## Rezeption
Das Dorf wird in dem Text Rumänisches Tagebuch von Hans Carossa erwähnt, der dort als Truppenarzt im Ersten Weltkrieg wirkte.